# Misión ciudadano I
Misión ciudadano I, también llamado Misión ciudadano 1, es el cuarto álbum de estudio del grupo argentino  Suéter. Fue publicado en el año 1987.

## Historia
Este sería el último disco de la banda con Miguel Zavaleta como líder. Tanto las canciones como el arte de tapa del disco contribuyen a tomar al álbum como una obra conceptual que describe la hipotética primera expedición argentina en la Luna. En Misión ciudadano I, los músicos emplearon una serie de vestimentas que emulaban a los trajes espaciales como si fuesen parecidos al de los astronautas de la NASA, y que utilizaron a partir de todas sus presentaciones para promocionar la placa discográfica. 
La temática que tenían los trajes hacían referencia a la estética muy similar del grupo estadounidense Devo. Dentro del arte de tapa interior del disco se ve a Asaresi, Zavaleta y a Donés en fila con la frase: «El Suéter del año 1987: tres astronautas pletóricos de argentinidad tratando de trasladar nuestro caos al cosmos», cuya interpretación consiste en los problemas socios políticos y económicos que atravesaba la Argentina a fines de la años ochenta durante el gobierno de Raúl Alfonsín.
Dos años después de la salida del disco, el grupo se disolvió. Pese a que este álbum no tuvo ningún hit, el tema más destacado fue Ciudadano ilustre. Un dato de color fue que en la contratapa del LP y en el interior del casete fue omitido el tema 9 "Los felices gandules" por lo que no figura en los créditos del disco.

## Canciones
| Misión ciudadano I |                                                         |                                          |          |  |
| N.º                | Título                                                  | Escritor(es)                             | Duración |  |
| 1.                 | «Despegue glorioso»                                     | Asaresi/Raffin/Zavaleta                  | 04:21    |  |
| 2.                 | «Antes que explote mi planeta»                          | Miguel Zavaleta                          | 04:41    |  |
| 3.                 | «Ciudadano ilustre»                                     | Asaresi/Zavaleta                         | 03:20    |  |
| 4.                 | «Extraños sucesos protagonizados por un vecino extraño» | Raffin/Venier/Zavaleta                   | 04:34    |  |
| 5.                 | «Oración estelar con recuerdos históricos»              | Miguel Zavaleta                          | 00:46    |  |
| 6.                 | «Mornin' mornin' ouuu»                                  | Asaresi/Zavaleta                         | 03:06    |  |
| 7.                 | «Polvo estelar»                                         | Altamirano/Asaresi/Donés/Venier/Zavaleta | 04:34    |  |
| 8.                 | «Vladimir Soplanuk»                                     | Asaresi/Zavaleta                         | 03:56    |  |
| 9.                 | «Los felices gandules»                                  | Asaresi/Zavaleta                         | 02:11    |  |
| 10.                | «Obertura final»                                        | Asaresi/Venier/Zavaleta                  | 03:50    |  |
| 35:19              |                                                         |                                          |          |  |

## Personal
- Miguel Zavaleta: Voz y Teclados
- Gustavo Donés: Bajo y coros
- José Luis "Sartén" Asaresi: Guitarra y coros

## Músicos invitados
- Daniel Ávila: Batería en 1 y 4 - Percusión
- Cristian Judurcha: Batería en 2 y 8 - Percusión
- Claudio Venier: Batería en 3,7 y 10 - Percusión
- Daniel Winograd: Programación en 9
- Geisha: Coros
- Mario Altamirano: Coros
- Jorge Minissale: Coros